# Charles Eymundson
Charles Eymundson (15. června 1872, Island – 1966) pracoval v různých oblastech, nejznámější je jako fotograf a spisovatel, který zaznamenal historické snímky rané historie kanadského severu a napsal o svých cestách tři knihy.

## Životopis
Eymundson se narodil na Islandu v roce 1872. Jeho otec, dříve námořní kapitán, emigroval do Spojených států s rodinou v roce 1882. Eymundsonův otec zemřel v roce 1886, kdy byl Eymundson ještě teenager. Jeho matka přivedla rodinu poblíž města Red Deer v regionu Alberta.
Eymundson našel práci jako dřevorubec, soukromý detektiv a jako kuchař v Číně. Stal se také zručným lovcem a průvodcem divočinou.
Jeho manželka Asdis Sophia Olafsson se narodila v Severní Dakotě islandským rodičům. Vzali se v roce 1910 a usadili se poblíž Fort McMurray . V roce 1918 zasáhla jejich obydlí katastrofální povodeň a na dva dny uvízli na střeše.
Ve 20. letech 20. století sloužil jako průvodce Karlu A. Clarkovi, geologovi, který sehrál první roli při potvrzení velikosti a významu Athabaských ropných písků.
V roce 1924 převzal malou telefonní společnost, která poskytovala služby ve Fort McMurray a poblíž Waterways.

## Galerie

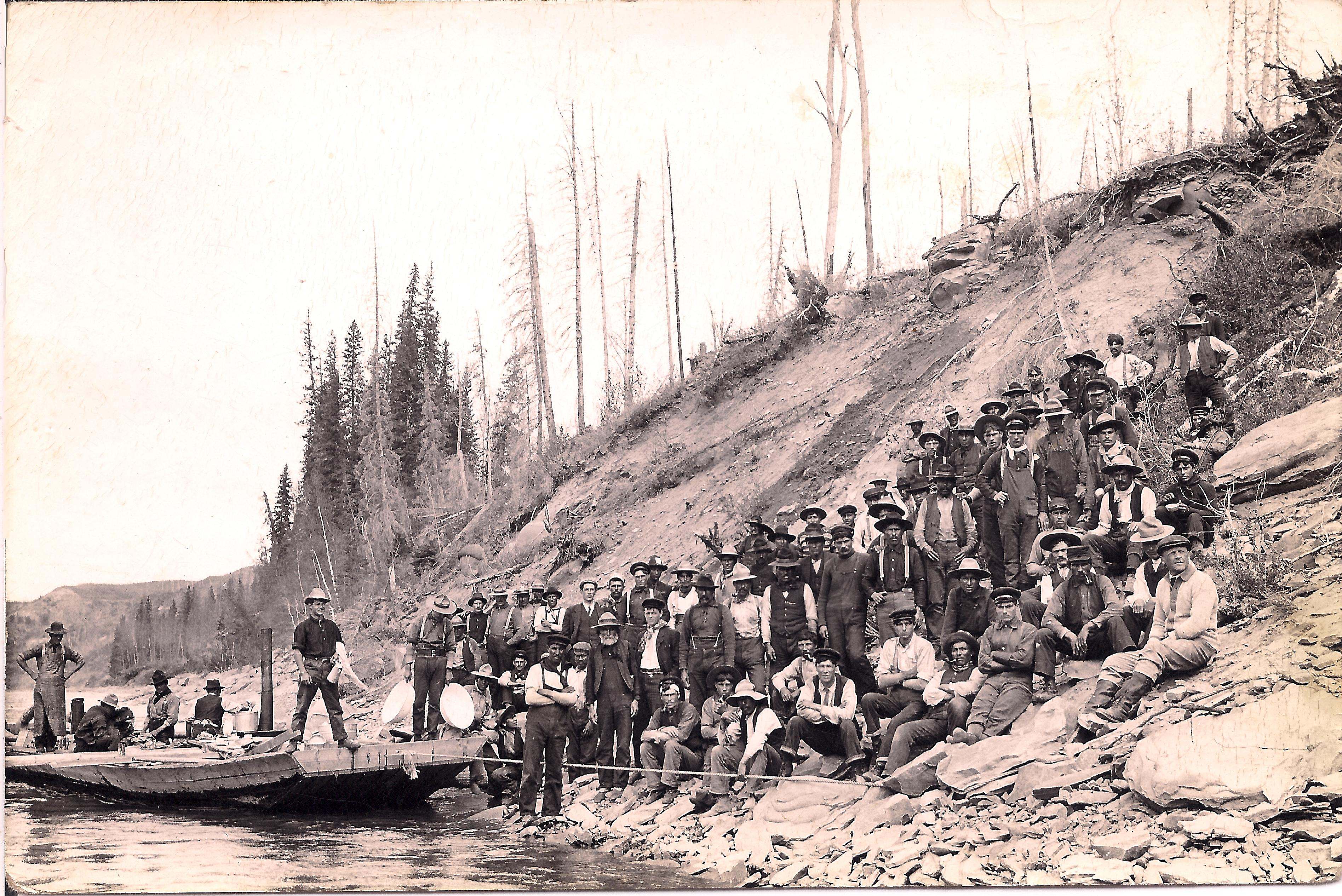
Athabasca Fire Brigade
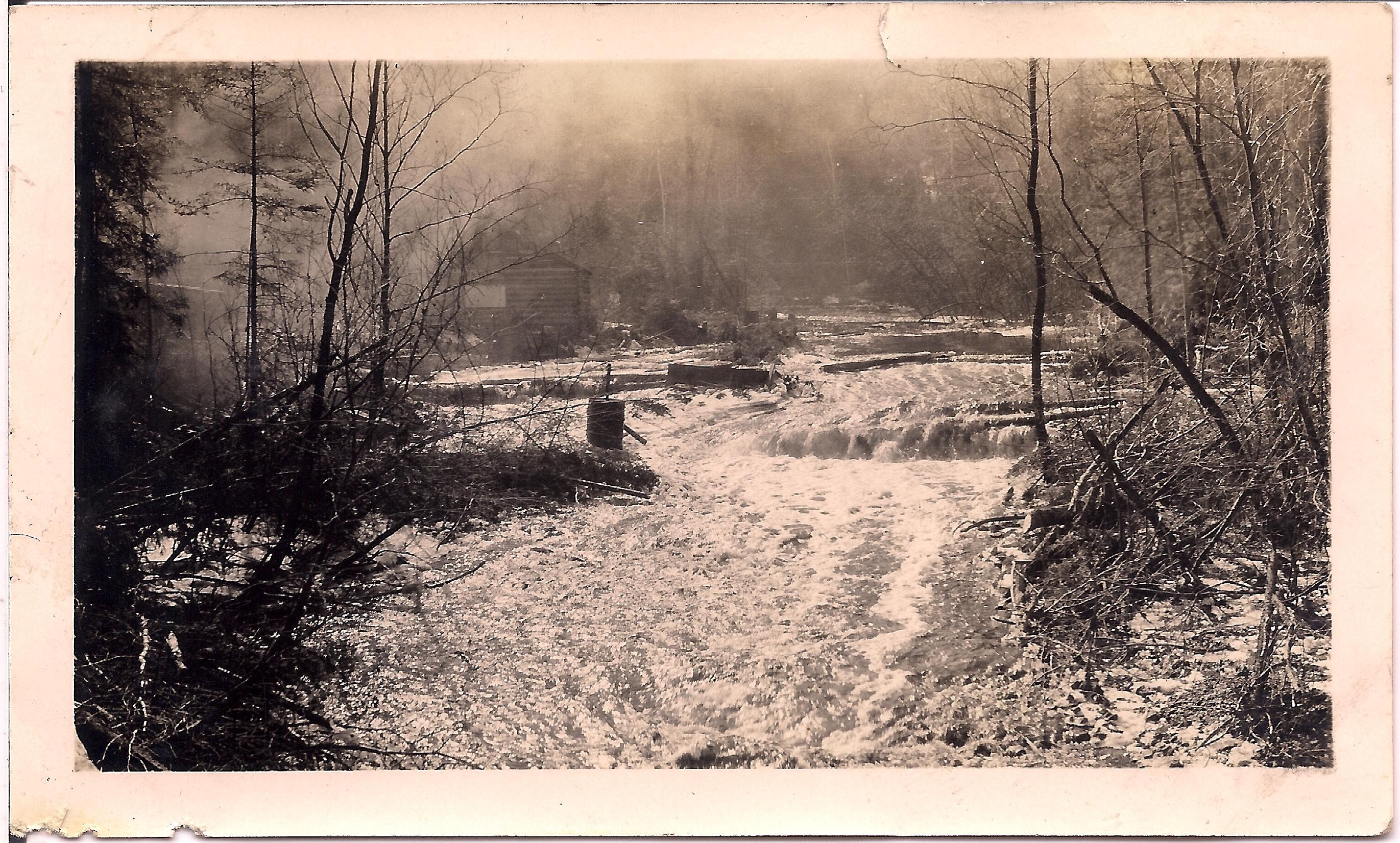
Athabasca River Flood
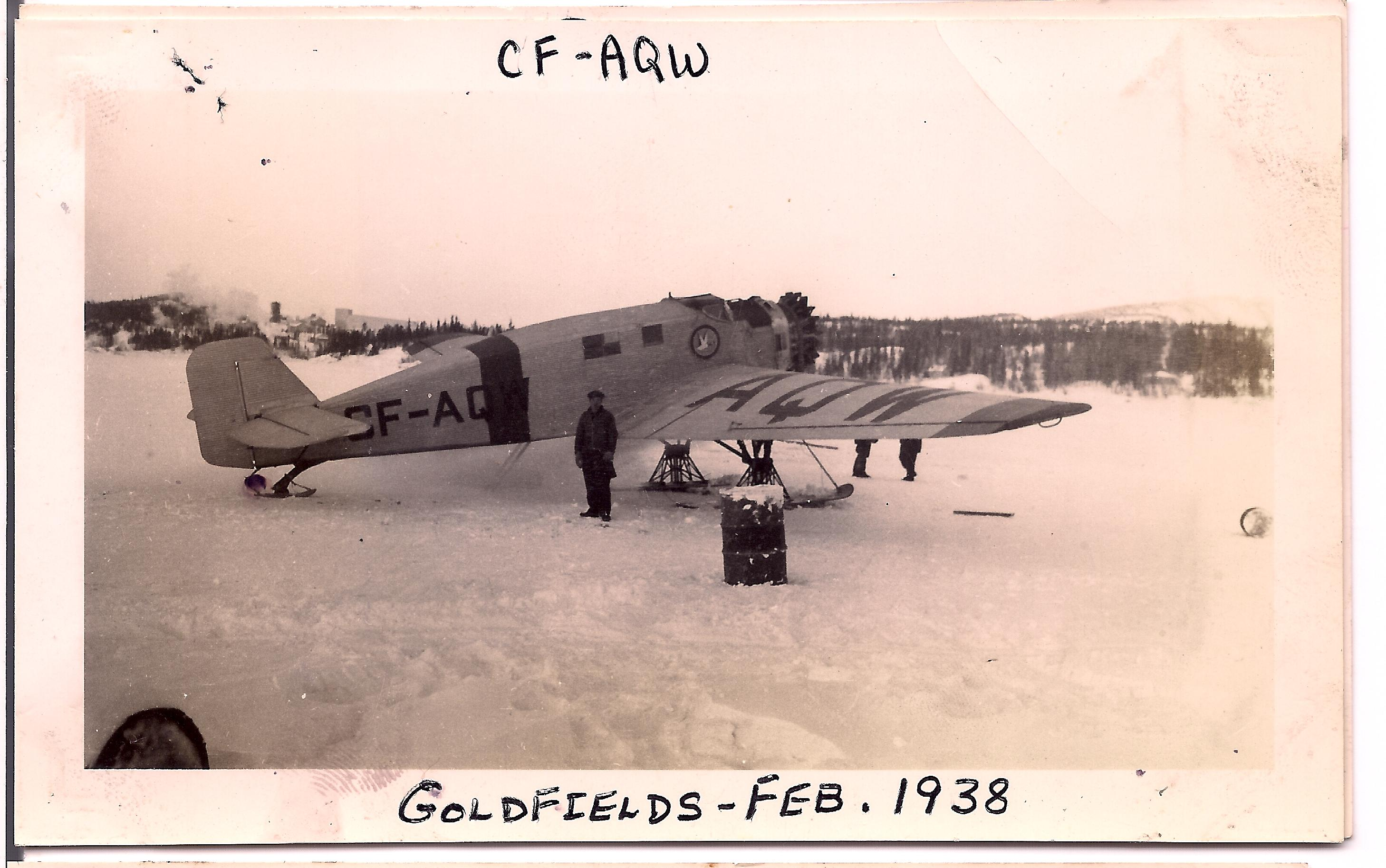
CF-AQW ski plane
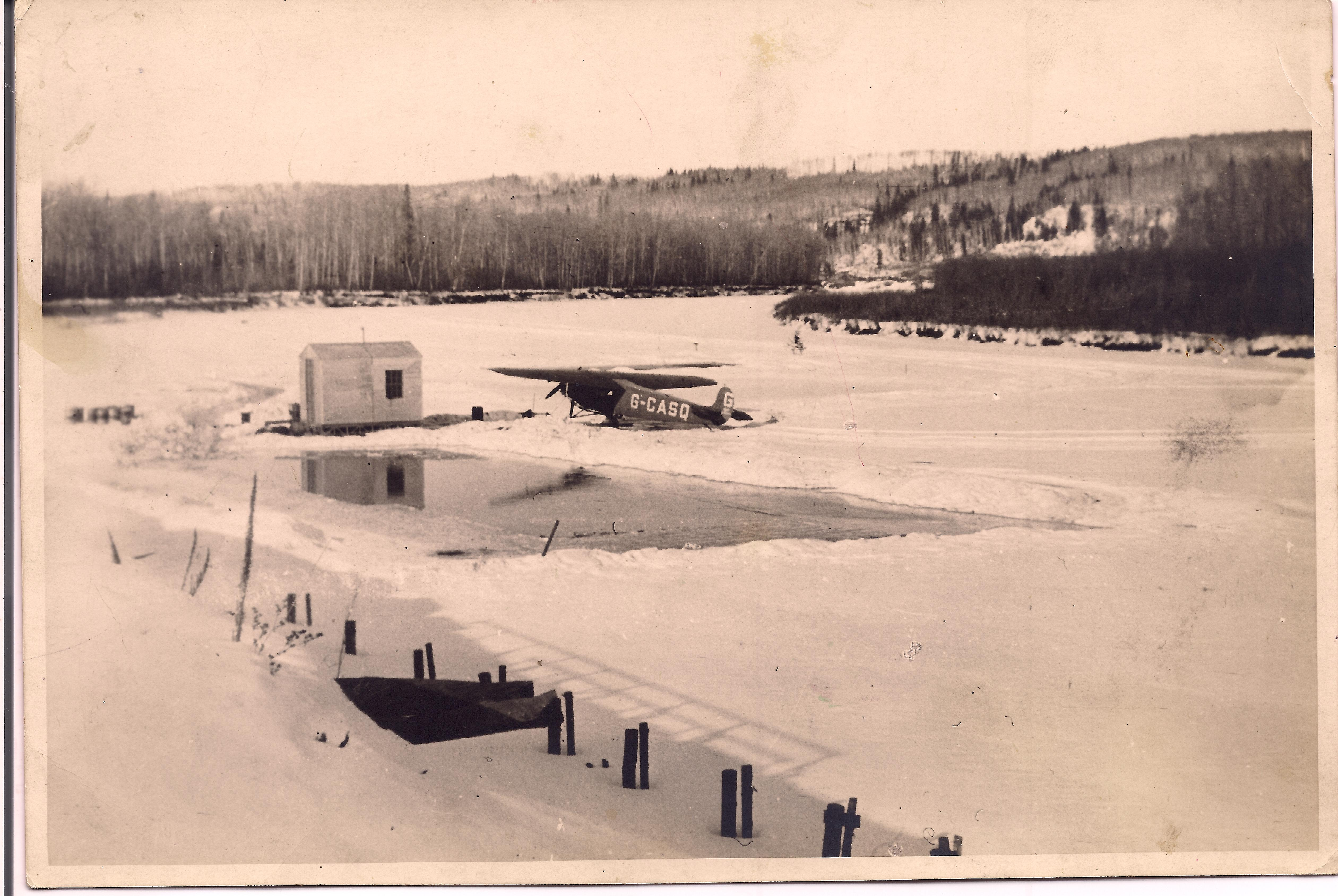
G-CASQ seaplane
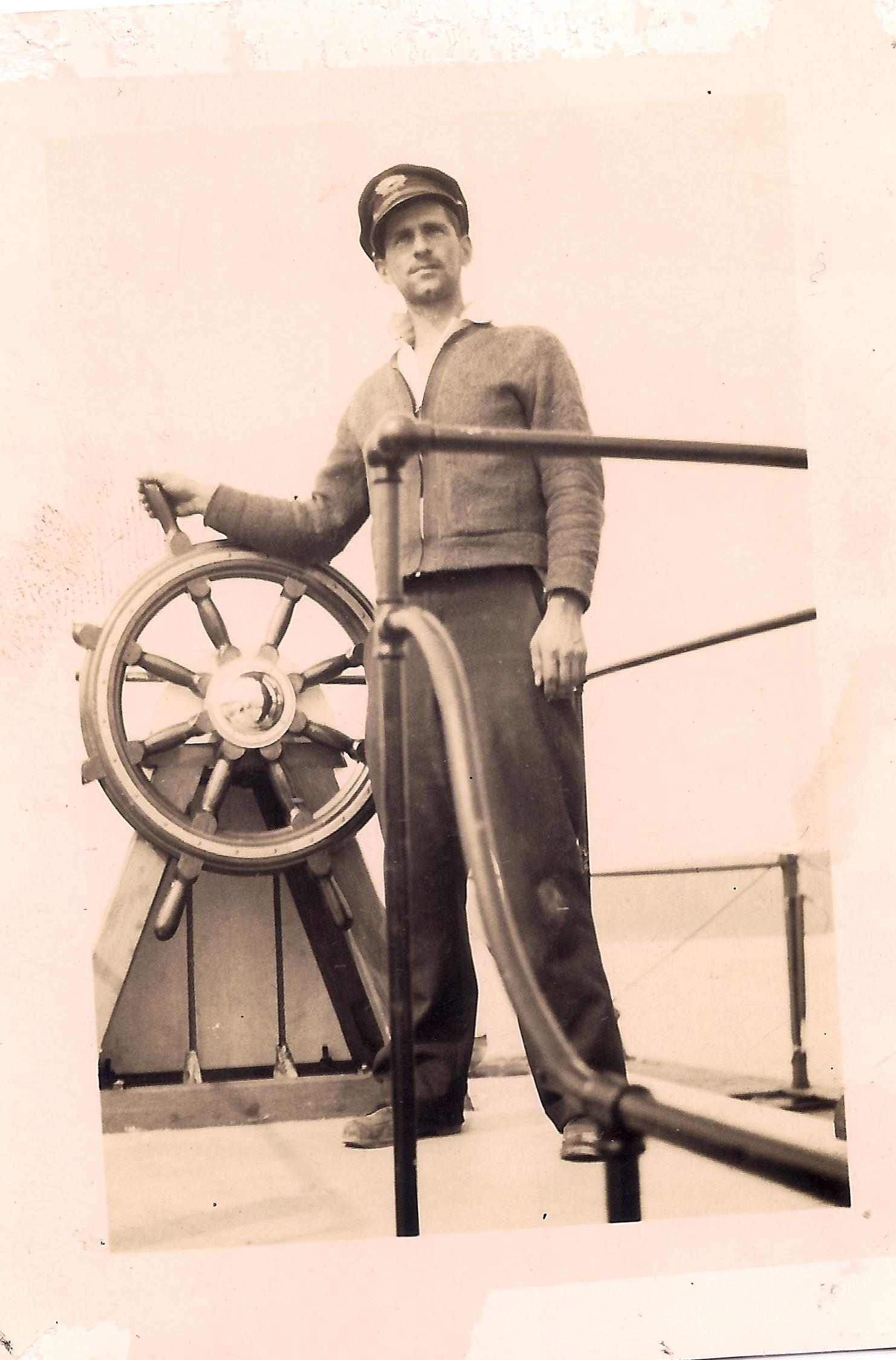
River Boat Captain
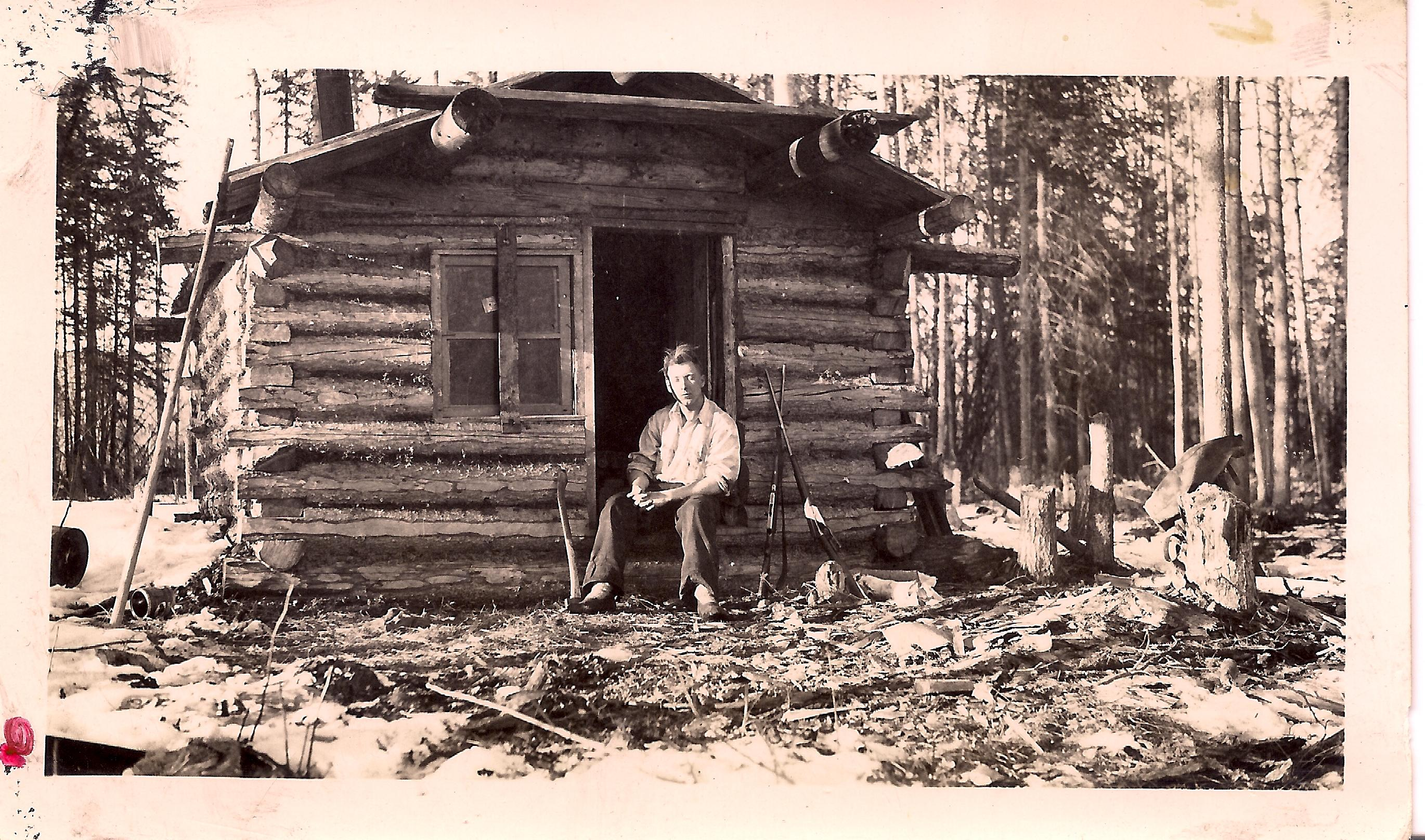
Romeo Eymundson at cabin on trapline
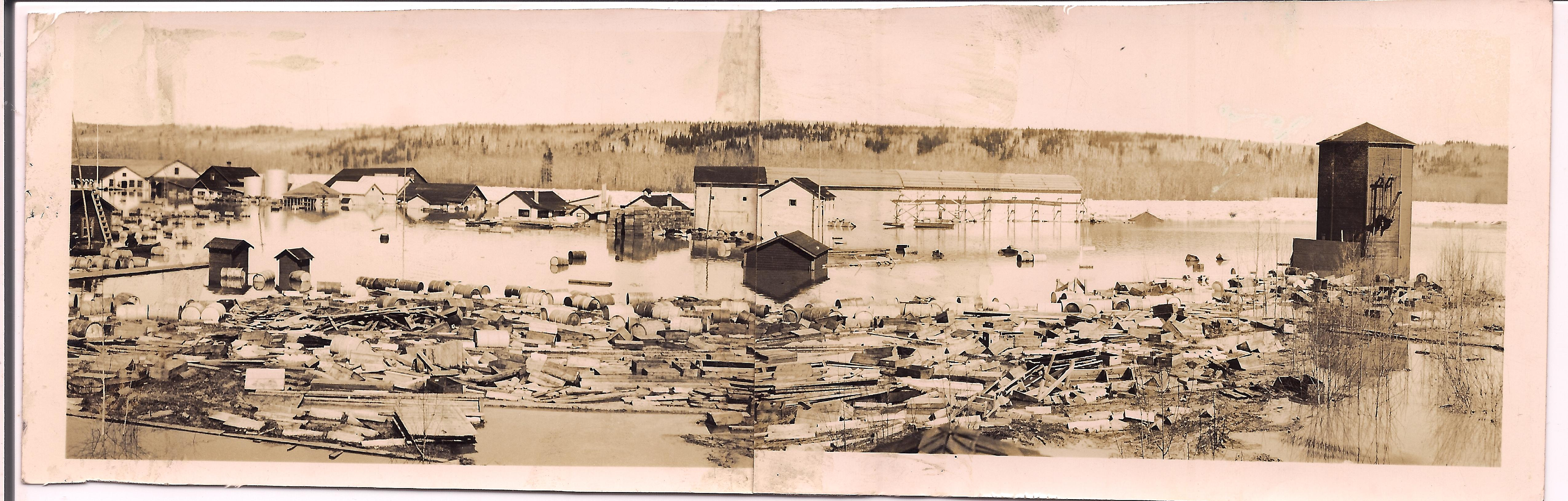
Waterways Flood of 1936
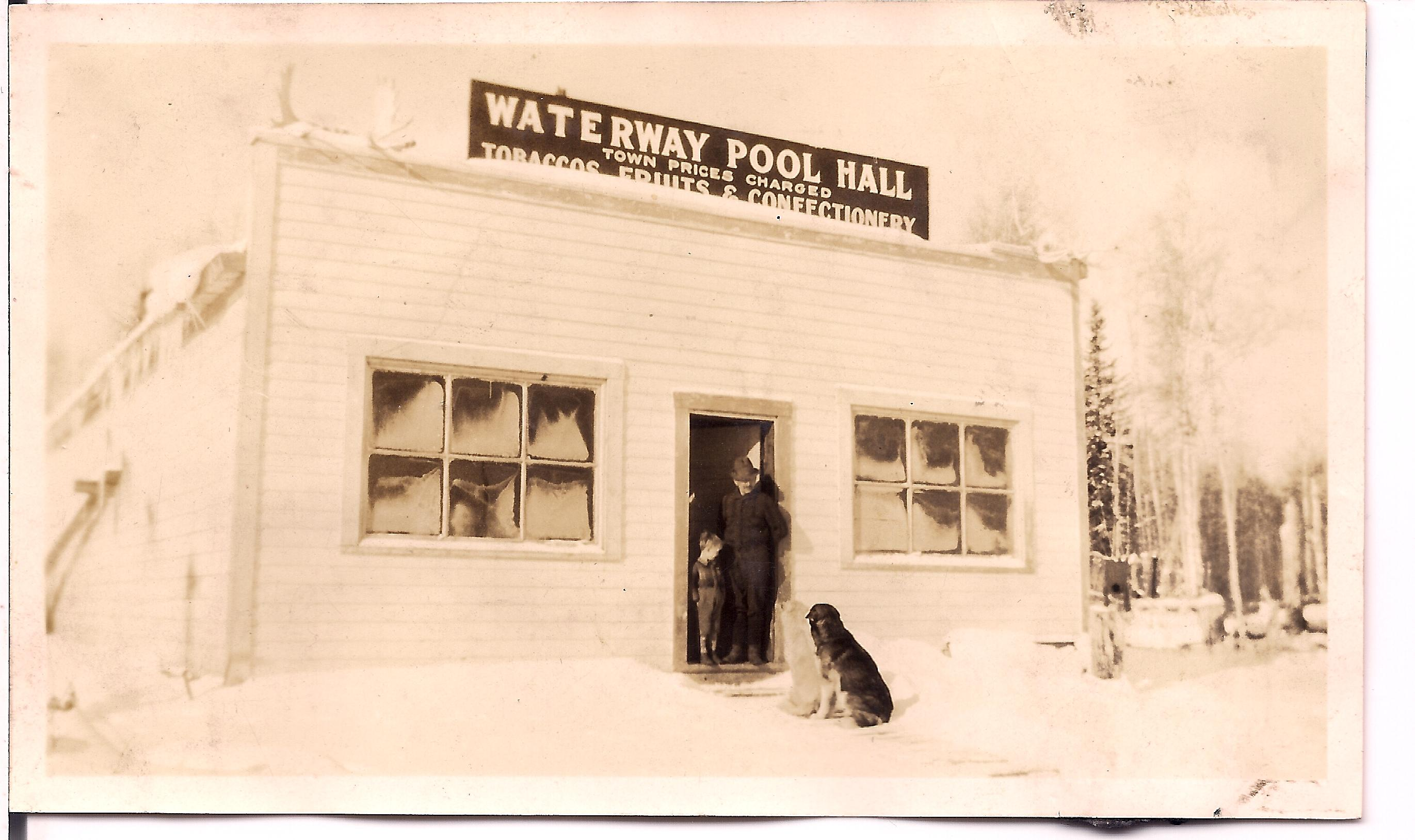
Waterways Pool Hall
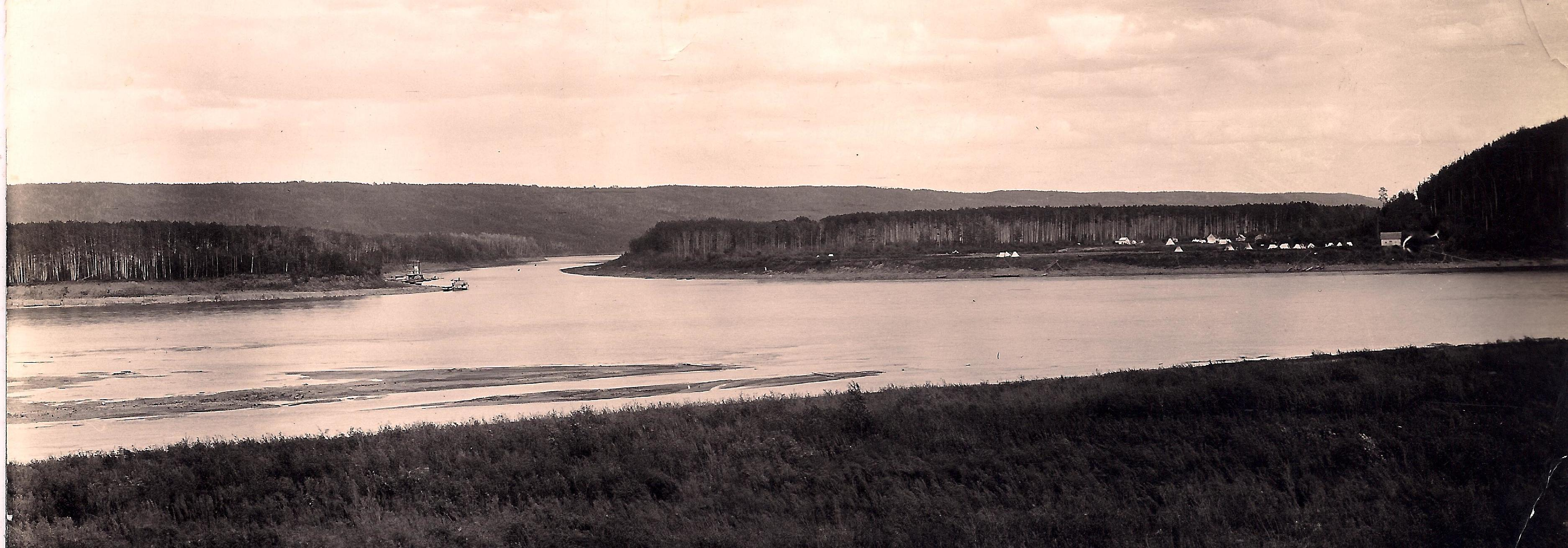
Fort McMurray, 1911